# Francesc Vila i Lleó
Francesc Vila i Lleó fou un militar català que, després d'haver rebut les ordres de lliurament del castell de Montjuïc durant la Guerra de Successió Espanyola, decidí obrir els magatzems de Montjuïc i distribuir queviures entre la població per tal d'alleugerir la fam que hi havia a la Ciutat Comtal.
Va néixer a Barcelona a la segona meitat del segle xvii. Era fill de Francesc Vila, sabater de Barcelona, i de Caterina Lleó.
L'any 1705, començada la Guerra de Successió a Catalunya, Vila i Lleó era alferes amb grau de sergent major del Regiment de Reials Guàrdies Catalanes, el primer regiment austriacista català. L'abril del 1706 va participar en la defensa de Barcelona durant el setge borbònic de Felip V.
L'1 d'octubre del 1706 va participar en l'ocupació i el saqueig de la vila aragonesa de Tauste i va posar guàrdia al convent de les monges per preservar-lo del saqueig.
L'any 1710 ja havia promocionat al càrrec de tinent amb el grau de tinent coronel de la Reial Guàrdia Catalana i pel desembre del mateix any va lluitar en les batalles de Brihuega i Villaviciosa de Tajuña, grans victòries borbòniques a l'interior peninsular.
L'estiu del 1713 va ésser nomenat sergent major del castell de Montjuïc i sergent major del regiment d'infanteria de Nostra Senyora del Roser. A primers d'octubre va ésser designat per la ciutat de Barcelona com a comandant de l'expedició de la flota de guerra que va anar a cercar provisions al Regne de Mallorca en auxili dels barcelonins.
Va lluitar els darrers dies del setge de Barcelona des de la fortalesa de Montjuïc, distribuint munició a la població de Barcelona per sostenir les seues defenses. El 12 de setembre, l'endemà de l'entrada dels borbònics a la ciutat, va capitular la fortalesa de Montjuïc. Vila i Lleó, com la resta dels responsables militars de la resistència catalana, va ser arrestat el 22 de setembre, enviat al castell d'Alacant i des d'allà destinat a les presons de la Ciutadella de Pamplona, juntament amb altres militars com els coronels Sebastià de Dalmau i Josep Vicent Torres, entre d'altres. Pel febrer del 1719, després d'haver esclatat la Guerra de la Quàdruple Aliança, va ésser enviat juntament amb els altres presos de Pamplona i Hondarribia a les presons de l'alcàsser de Segòvia. Després de la signatura del Tractat de Pau de Viena, va ser alliberat i al cap de poc temps es va exiliar a Viena, on l'octubre del 1727 va rebre la graduació de coronel de l'exèrcit imperial. El 15 d'octubre del 1727 el rei Carles III li concedí una pensió de tres-cents florins i escaig mensuals. Abans de marxar cap a Viena va fer testament a Barcelona l'agost del 1726 i va deixar com a hereva universal dels seus béns la seua germana Francesca, vídua de Miquel Comes, sastre de Barcelona.
Francesc Vila i Lleó va morir a Viena el 2 d'agost del 1745 i va ésser enterrat a l'església de Mariahilfer.